# Пуркар
Пуркар (рум. Purcari) — село в Молдові в Штефан-Водському районі. Є адміністративним центром однойменної комуни, до якої також входить село Віїшоара.

## Помістя Пуркар
Помістя Пуркар розташованне розташоване в південно-східній частині Молдови на пагорбах села Пуркар. На території Пуркарського помістя розташований найдавніший винний погріб в Молдові.